# Meduza
Meduza je původně ruský zpravodajský server sídlící v lotyšské Rize. V říjnu 2014 ho založila ruská novinářka Galina Timčenková.
Měsíčně jej navštíví v průměru deset milionů lidí.

## Historie
V roce 2014 byla Timčenková vyhozena z pozice šéfredaktorky portálu Lenta.ru. Poté založila informační portál Meduza. Připojilo se k ní několik bývalých kolegů, kteří z Lenty rovněž odešli.
V únoru 2015 portál spustil zpravodajství v angličtině. V srpnu 2018 se Meduza stala partnerem amerického webu BuzzFeed. V roce 2019 začala publikovat anglický podcast The Naked Pravda.

### Zahraniční agent
V dubnu 2021 ruská vláda přidala portál Meduza na seznam tzv. zahraničních agentů. Média z tohoto seznamu musí ke zprávám ve vysílání, příspěvkům na sociálních sítích a videím i reklamám přidávat 24 slov dlouhé prohlášení, že obsah vytvořilo médium „plnící funkci zahraničního agenta“. Termín je v Rusku vnímán velmi negativně. „Toto označení je ekvivalentem nacistické žluté hvězdy... Pro nezávislá média v Rusku tímto hra končí,“ uvedla Timčenková.

### Nežádoucí organizace
V lednu 2023 Generální prokuratura Ruské federace přidělila portál Meduza status nežádoucího.